# Kosmos 557
Kosmos 557 (Russisch: Космос 557) (DOS-3) was de vierde lancering van een ruimtestation in het kader van het Saljoet-programma van de Sovjet-Unie. Tevens was dit de derde poging om een civiele versie van het Saljoet-ruimtestation te lanceren. Intern stond de missie bekend als DOS-3. De voorgaande poging, DOS-2, mislukte terwijl een jaar daarvoor Saljoet 1 als eerste bemande ruimtestation ooit werd gelanceerd. Tussendoor was onder de noemer van Saljoet 2 ook nog het eerste militaire ruimtestation Almaz gelanceerd. De naam Kosmos 557 werd aan de DOS-3-missie gegeven nadat het ruimtestation als gevolg van een verkeerd uitgevoerde baancorrectie als verloren werd beschouwd.

## Ontwikkeling en ontwerp
De civiele Saljoet-stations stonden bekend onder de interne noemer "DOS". De eerste vier DOS-stations bestonden uit gebouwde rompen die 'geleend' waren uit het militaire Almaz-programma en waar elementen uit het Sojoez-programma aan waren toegevoegd. DOS-1 werd gelanceerd als Saljoet 1 en werd door de bemanning van Sojoez 11 gedurende 22 dagen bewoond. De lancering van DOS-2 mislukte en het ruimtestation stortte neer in de Grote Oceaan. Het derde gebouwde DOS-station (DOS-3) verschilde op een aantal punten van zijn twee voorgangers. Het station was nu uitgerust met drie grote, afzonderlijk draaibare zonnepanelen, in plaats van de vier kleinere, vaste zonnepanelen die op DOS-1 en DOS-2 waren gemonteerd. Voordeel was dat nu niet meer het hele station in de richting van de zon hoefde te worden gedraaid om elektriciteit op te wekken. Verder was DOS-3 uitgerust met een extra luik in de ruimte waaraan het Sojoez-ruimteschip vastkoppelde. Daarmee kon deze ruimte als luchtsluis gebruikt worden voor ruimtewandelingen door de bemanning. In de overige opzichten bleef DOS-3 grotendeels gelijk aan zijn voorgangers.

## Specificaties
- Lengte - 15,8 m
- Maximale diameter - 4,15 m
- Leefbaar volume - 90 m³
- Gewicht na lancering - 18.500 kg
- Lanceervoertuig - Proton-K-raket (drie-traps)
- Aantal zonnepanelen - 3
- Oppervlakte van zonnepanelen - 60 m²
- Elektriciteit productie - 4 kW
- Bevoorrading - Sojoez 7K-T-ruimtecapsule
- Aantal koppelingspoorten - 1
- Aantal bemande missies - 0
- Aantal onbemande missies - 0

## Missieverslag
DOS-3 werd op 11 mei 1973 gelanceerd met behulp van een Proton-K-raket vanaf het kosmodroom bij Baikonoer in de Sovjet-Unie. De lancering verliep zonder problemen en DOS-3 arriveerde in zijn geplande baan. Maar in de uren daarna ging de missie verloren. Een mankement met een actuator in de hoofdmotoren leidde ertoe dat de motoren van DOS-3 net zo lang ingeschakeld bleven tot alle brandstof opgebruikt was.
De vluchtleiding verloor de controle over het ruimtestation en er konden geen baancorrecties meer worden uitgevoerd. De missie werd als mislukt beschouwd en het station werd afgeschreven. Al 11 dagen later keerde het DOS-3 station terug in de atmosfeer door de wrijving met de bovenste lagen van de atmosfeer.

## Naamgeving Kosmos 557
Ruim een maand voor de lancering van Kosmos 557 was Saljoet 2 gelanceerd, maar in feite was dit het eerste militaire Almaz-station dat als dekmantel vloog onder een naam uit het Saljoet-programma. Kosmos 557 had oorspronkelijk eerder gelanceerd moeten worden dan het eerste Almaz-station en had daarom onofficieel al de naam "Салют.2" (Saljoet 2) gekregen. Deze naam was zelfs al op de romp geschilderd. Toch vloog de eerste Almaz-missie eerder, en de ontwerper hiervan, Vladimir Chemolei, had uit onvrede met de dekmantel voor zijn stations schertsend de naam "Салют.2" op het ruimtestation laten schilderen. Zo kon het dus gebeuren dat er twee ruimtestations kort na elkaar werden gelanceerd, die beiden letterlijk de naam Saljoet 2 droegen. Uiteindelijk werd de naam officieel toegekend aan de missie van het eerste Almaz-ruimtestation.
In de jaren zestig van de twintigste eeuw was het gebruikelijk dat mislukte ruimtemissies binnen de Sovjet-Unie in de doofpot verdwenen. Maar de lancering van Kosmos 557 was in het westen al met radars waargenomen. Daarom werd de mislukte missie door de Sovjets aangekondigd als Kosmos 557.
Binnen het Kosmos-programma zijn tientallen succesvolle missies gelanceerd. Maar daarnaast diende het Kosmos-programma als dekmantel voor eveneens tientallen mislukte ruimtemissies van de Sovjet-Unie. De ware aard van de Kosmos 557, inclusief de naamsverwarring rond "Saljoet 2" werd pas bekend in 1985, kort voor de val van het IJzeren Gordijn.
1. ↑  Jonathan's Space Report.